# Marseille villamosvonal-hálózata
Marseille villamosvonal-hálózata (francia nyelven: Tramway de Marseille) egy három vonalból és 32 megállóból álló, 15,8 km hosszúságú modern villamosüzem Franciaországban, Marseille-ben. Az újjáépített modern villamos 2007. július 7-én indult el.

## Története
Marseille villamoshálózatának története 1876 január 21-én kezdődött, ekkor indult meg az első lóvasút. 1899-ben jelentek meg a városban az első, elektromos árammal üzemeltetett villamosok. Marseille villamosa különbözik a többi francia nagyvárostól, itt ugyanis nem szűnt meg a villamos az 1950-es években vagy később, mint sok helyen az egész világon. Az eredeti villamos egészen 2004-ig közlekedett. 2004 és 2007 között a város újjáépítette a hálózatot a kor követelményeinek megfelelően. Három év szünet után így a villamos visszatérhetett a város utcáira. Az üzem modernizálására és az újbóli beindítására 468 millió eurót szántak.

## Járművek
Az új hálózatra új járművek is érkeztek. A villamosokat a Bombardier Transportation gyártotta Bécsben 2006-ban. A szerelvények tesztelése is Bécsben történt meg. A 26 Bombardier Flexity Outlook villamos darabja 2,1 millió euróba került. A megrendelt fehér színű kocsik 32,5 méter hosszúságúak és 2,4 méter szélesek voltaK. Alakjuk egy hajóra emlékeztet, mely utalás arra, hogy Marseille rendelkezik a legnagyobb tengeri kikötővel Franciaországban. A hajó-stílust a villamosok oldalán végigfutó fa-berakások is tovább erősítik. Legnagyobb sebességük 70 km/h, a 32,5 méteres villamosokon 204 férőhely található, melyből 44 ülőhely. 2012-ben az összes kocsi kapott két további kocsirészt, így a hosszuk 42,5 méteresre nőtt. A bővítés összköltsége 23 millió euró volt. 2012-ben ezen kívül további hat szerelvényt rendeltek az akkor még építés alatt álló Rue de Rome szakaszra. Az első új szerelvény 2013 november másodikán érkezett meg Marseille-be. A terv az, hogy összesen 40 szerelvény álljon a forgalom rendelkezésére, melyből 36 szükséges a forgalom zavartalan lebonyolításához, a további négy pedig tartalék.

## Képek

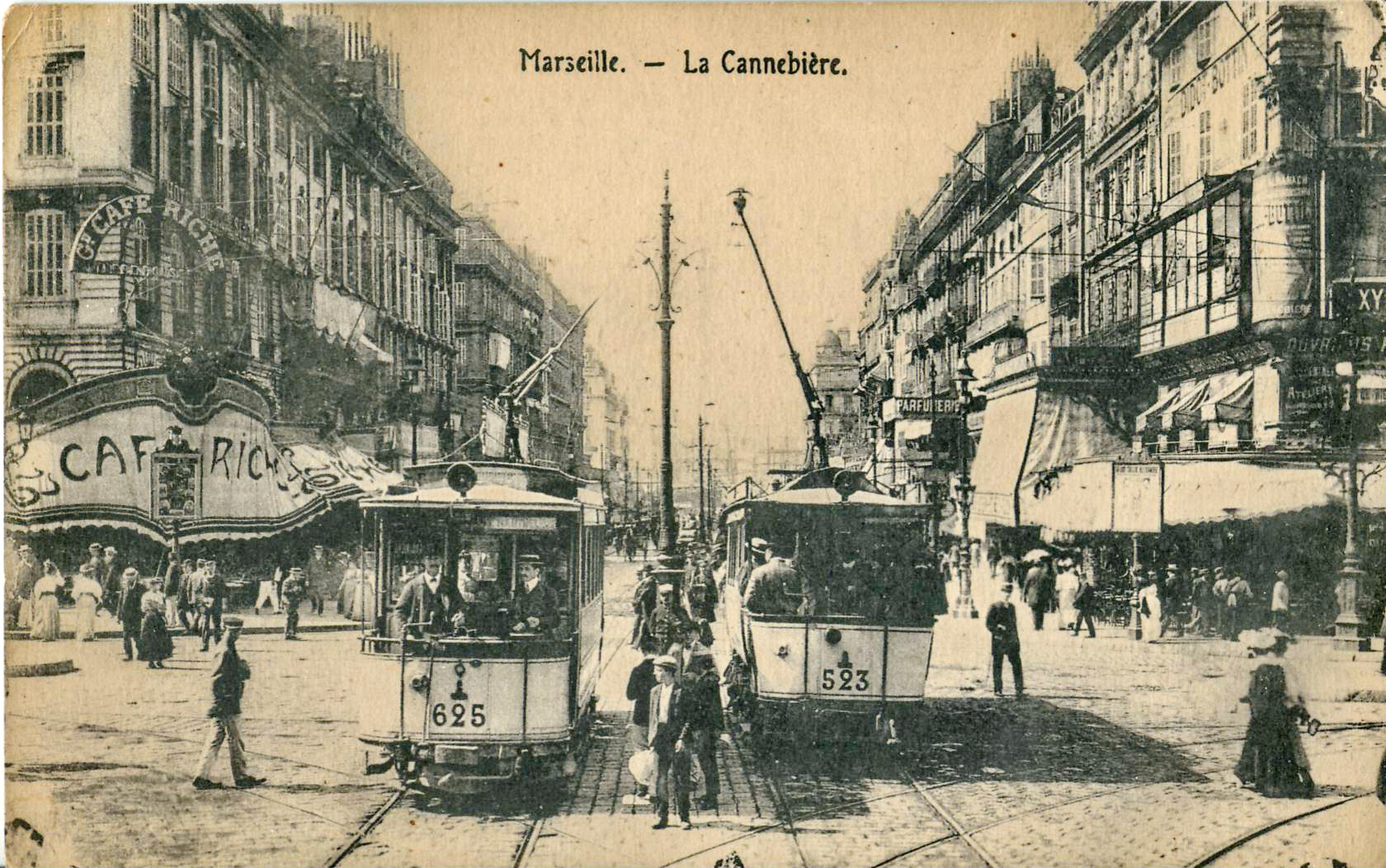
Villamos 1914 előtt
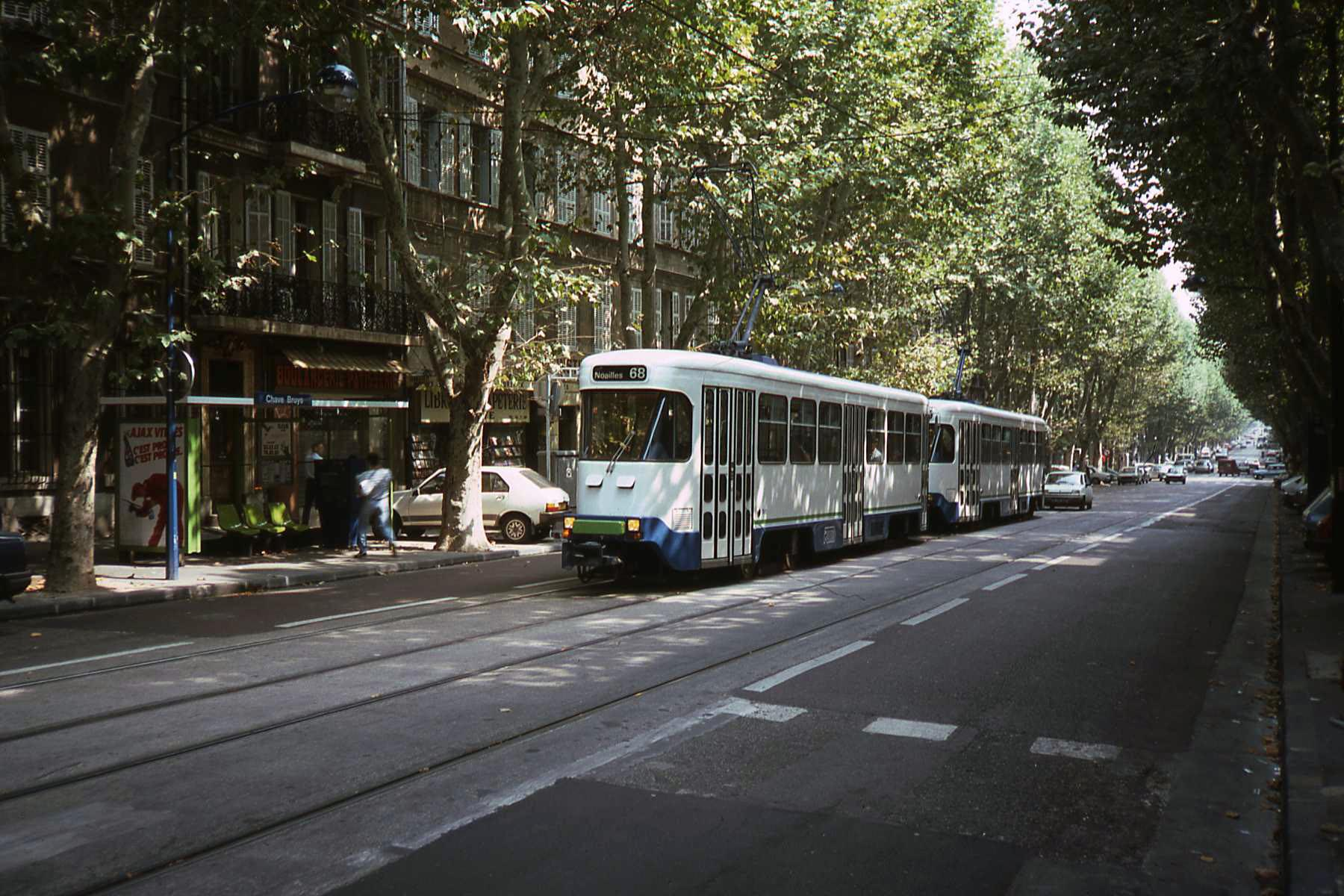
Villamos 1984-ben
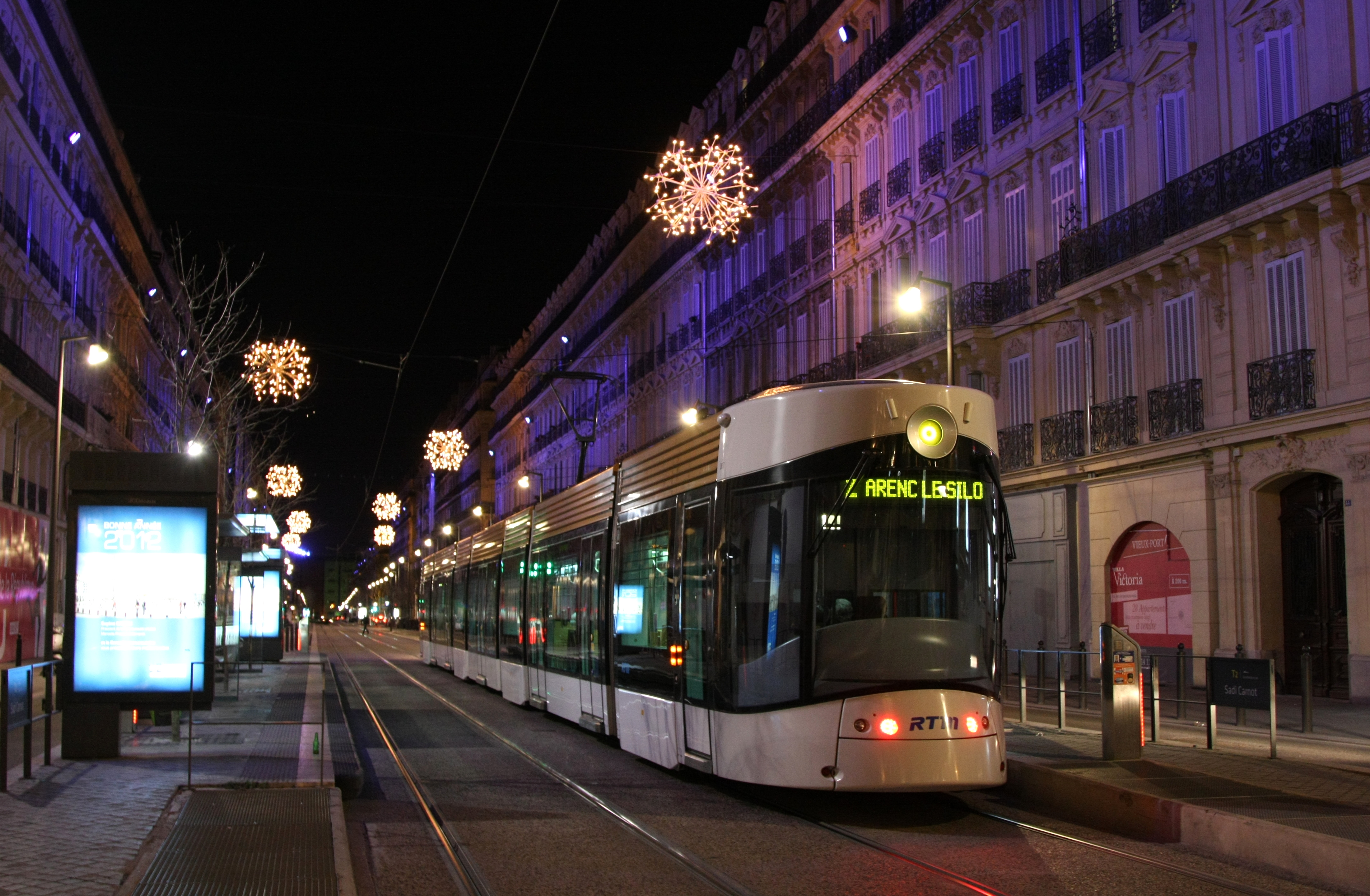
Napjaink villamosa
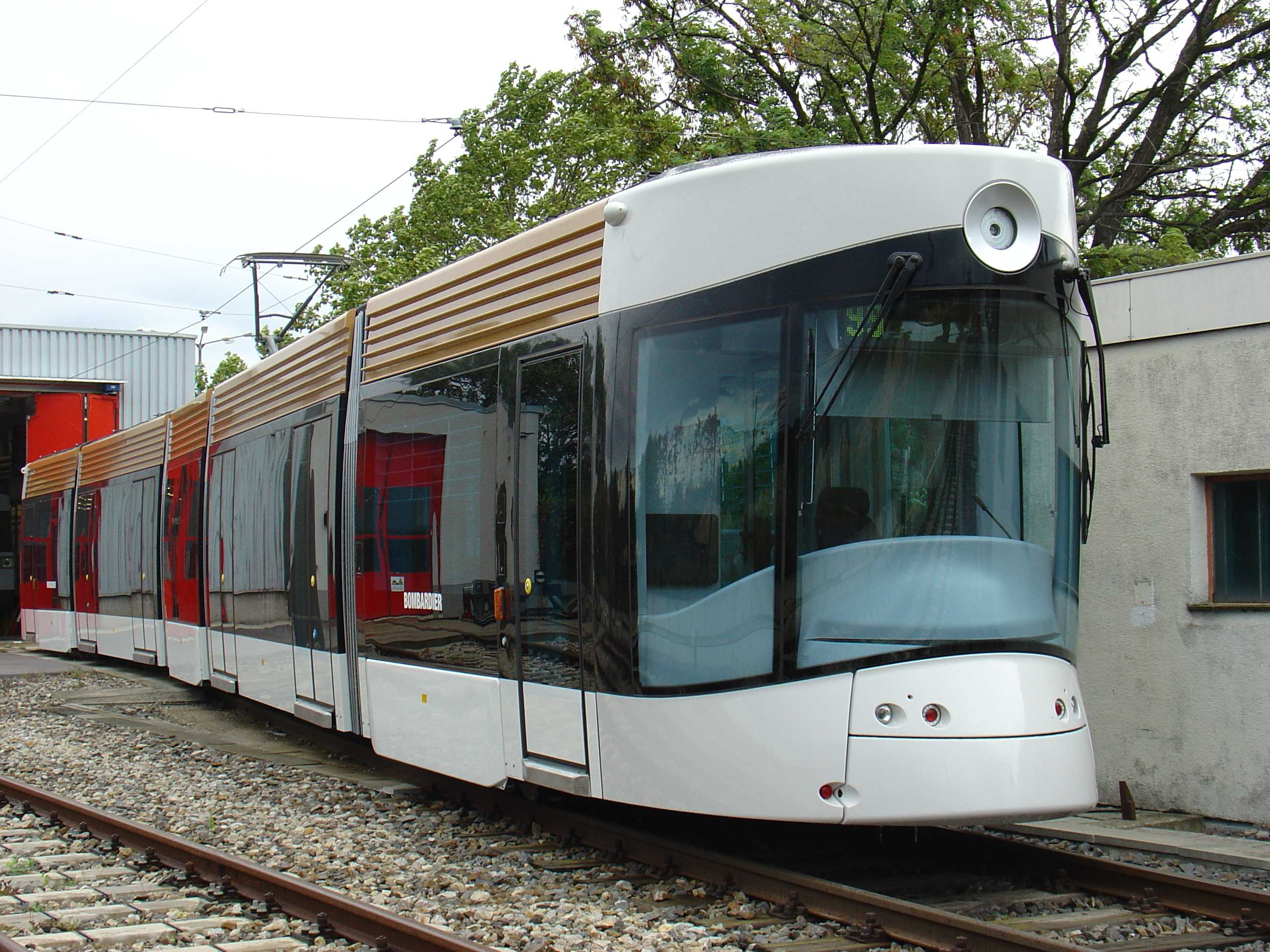
A hajó formájú modern villamos